# Stoitxo Mladènov
Stoitxo Mladènov   (Ploski, 12 d'abril de 1957) és un exfutbolista búlgar de la dècada de 1980.
Fou 59 cops internacional amb la selecció búlgara amb la qual participà en la Copa del Món de Futbol de 1986.
Pel que fa a clubs, defensà els colors de CSKA Sofia i nombrosos clubs portuguesos com Belenenses i Vitoria de Setúbal.
Posteriorment fou entrenador a clubs com CSKA.